# Jota Virginis
Jota Virginis (ι Vir, Syrma) – gwiazda w gwiazdozbiorze Panny. Jest odległa od Słońca o ok. 73 lata świetlne.

## Nazwa
Gwiazda ta ma tradycyjną nazwę Syrma, która wywodzi się od stgr. Σύρμα, co oznacza „tren (sukni Panny)”. Międzynarodowa Unia Astronomiczna zatwierdziła użycie nazwy Syrma dla określenia tej gwiazdy.

## Charakterystyka
Syrma to olbrzym należący do typu widmowego F. Temperatura jego powierzchni to 6185 K, jest wyższa od temperatury fotosfery Słońca. Jest on 9,4 raza jaśniejszy i ma promień równy około 2,7 promieni Słońca. Gwiazda rozpoczęła życie około 2,7 miliarda lat temu jako żółto-biały karzeł typu F2, o około dwukrotnie mniejszym promieniu. Syrma przejawia aktywność magnetyczną, podobnie jak Słońce i jest otoczona przez koronę, której temperatura sięga od 2 do 8 milionów kelwinów. Gwiazda ta nieznacznie zmienia wielkość obserwowaną, od 4,06 do 4,11m. Okres zmian nie jest wyznaczony, ale prawdopodobnie jest równy około doby, co pozwoliłoby zaliczyć Syrmę do gwiazd zmiennych typu Gamma Doradus. Niewielkie ruchy gwiazdy sugerują istnienie niewidocznego towarzysza, ale żaden nie został dotąd zaobserwowany.